# 广州无轨电车

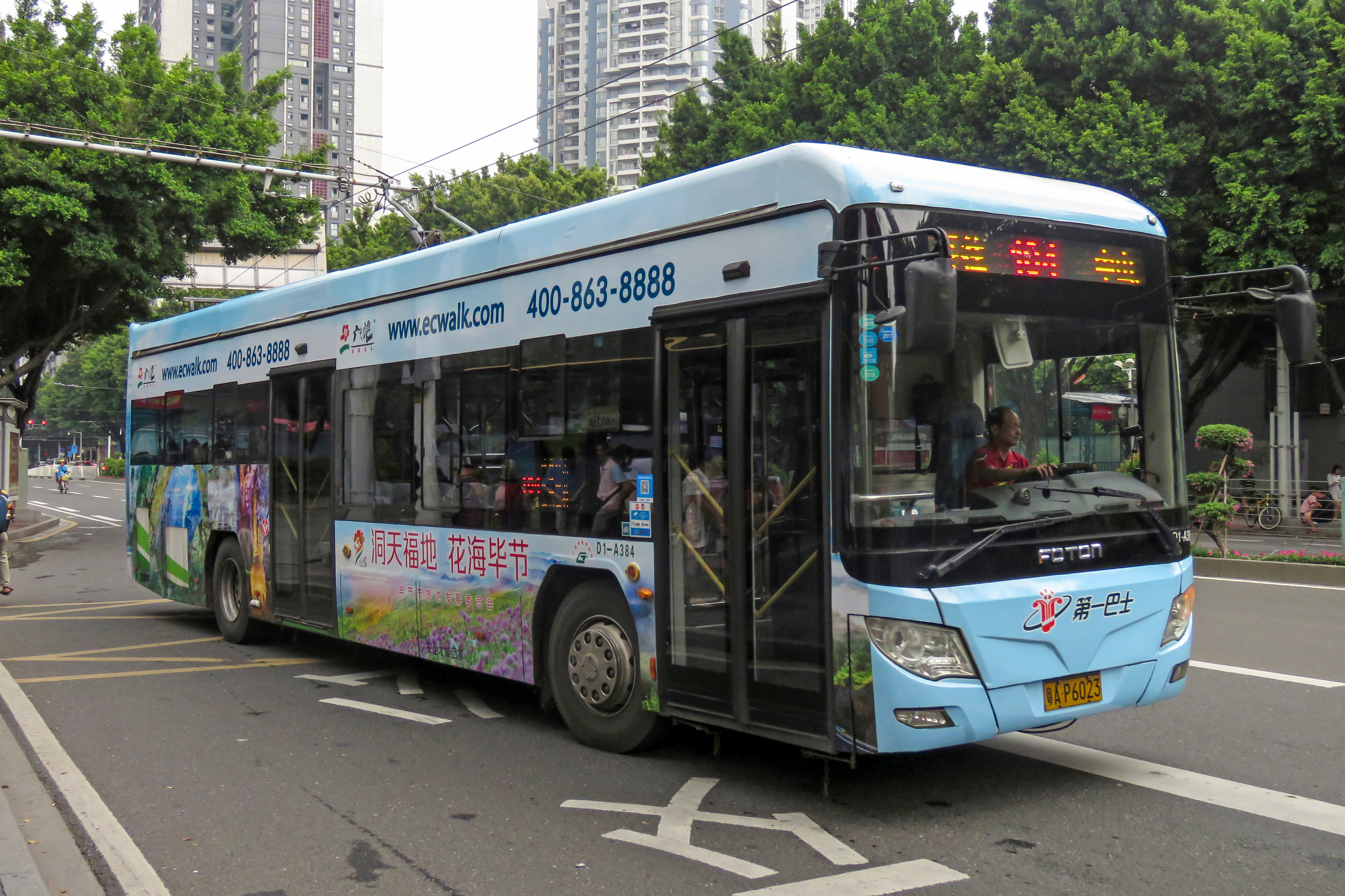
现有车种福田BJ5120A

广州无轨电车是中国广东省广州市的一个公交无轨电车系统，于1960年投入运营，行经市内越秀区、荔湾区、海珠区、白云区及天河区，是广东省乃至华南唯一的无轨电车系统。
广州无轨电车由广州巴士集团电车分公司营运，是广州市历史悠久的交通工具之一。

## 历史
广州的电车计划最早始于1912年或1915年，不过由于时局不稳加上经济困难，直到1960年广州都没有电车营运。

### 民国“电车梦”

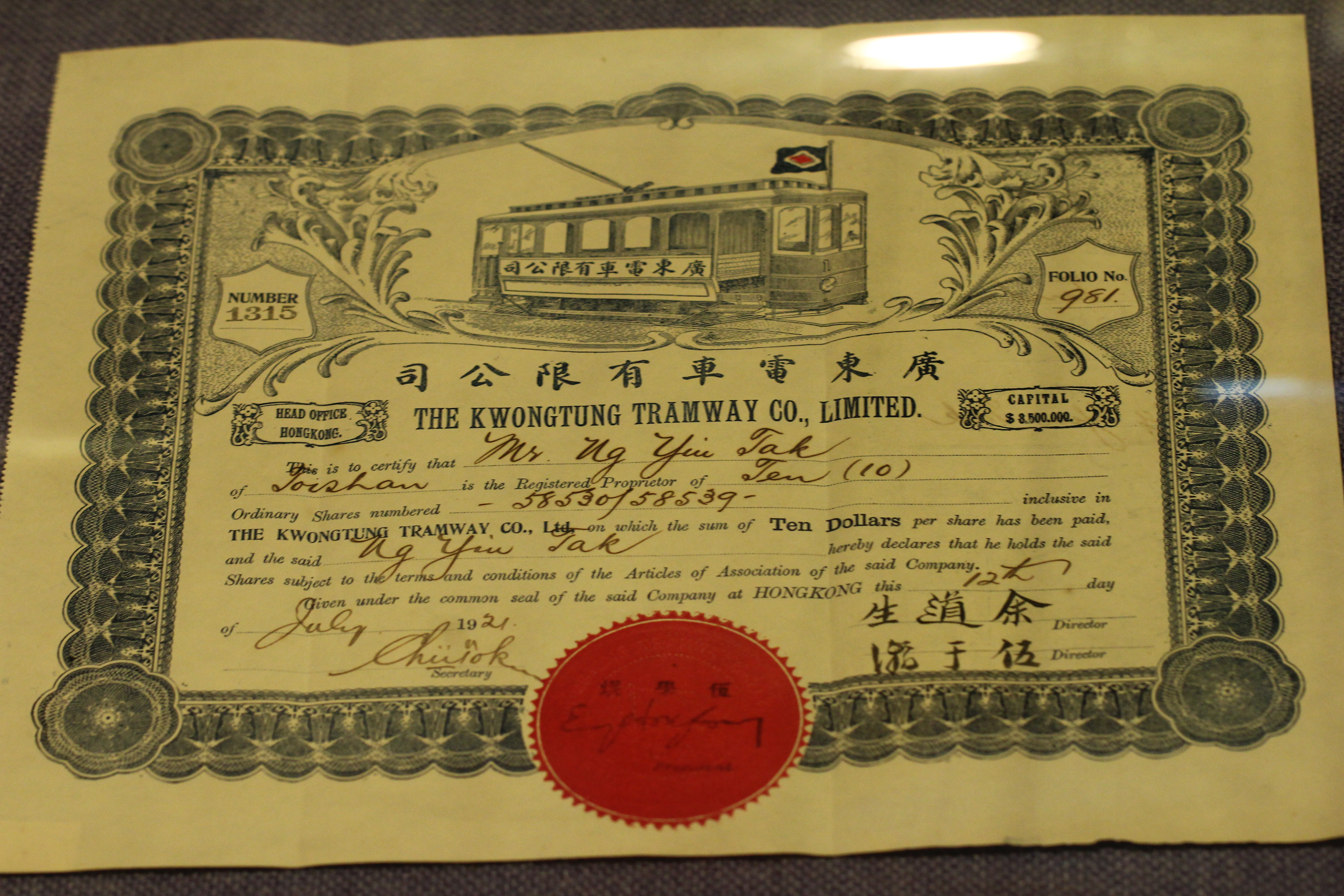
广东电车有限公司1921年的股票

1912年9月或1915年，广州计划开办电车，但由于社会动荡，开办电车的计划未能实现。1919年，广州政府重提开办电车，并在报刊刊登广告招商承办电车。美洲侨商伍藉磐等人愿意承办，其与政府签订合同并出资给广州市政府，用于城市建设工程等费用，并筹集侨资成立广州电车公司（后改称广东电车有限公司）。电车公司在广九车站附近办公，还负责铺设电车路线的宽路基及购进电车。1921年1月4日，广州街上试营运使用汽车改装而成的第一辆无轨电车，这辆电车的行车路线分成两段，其宣传作用大于实际，这种“无轨电车”随后被政府禁止。同年电车公司还营运了用铁轮货车改装而成的几十辆四轮车Leus（又名加拿大汽车），该车车况较差，又不时发生车祸。1923年5月，市政府下令电车公司停业，其后车辆被军队征用，车身机件遭到损坏。
有轨电车的建设进度一直不佳，建设的马路只适合行驶汽车，不适合行驶有轨电车。有轨电车无法通车，电车公司在1927年请求重开无轨电车，但被市政厅拒绝。1931年，电车公司因资金问题而解体。1936年或1937年，担任广州特别市长兼省财政厅长的曾养甫决定重新建设无轨电车，并成立广州市无轨电车筹备委员会招商筹建无轨电车。当时预计分三期完成，第一期有四条路线，行驶25公里。由于招商无人响应，1937年市政府借款400万港元建设无轨电车，并打算把原本仅在市区内行走的路线扩展到郊外。原计划在1938年1月购买车辆一批，选择其中一条郊外路线行走，至4月有70辆电车在各条路线投入服务。市政府这一电车计划，因日本人入侵广州而中断。1938年10月，广州沦陷，无轨电车筹委会当时购买的财产大部分在英国、香港，部分遗落在广州、广宁等处。

### 筹备和通车

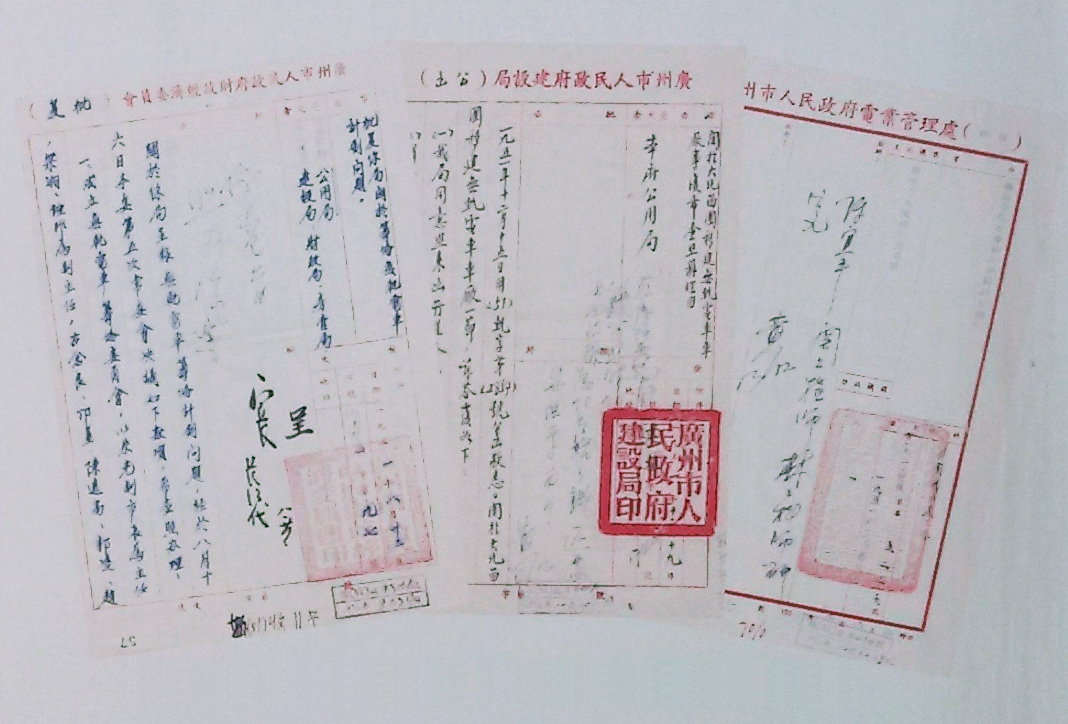
1951年，广州市人民政府批准建设电车的公文

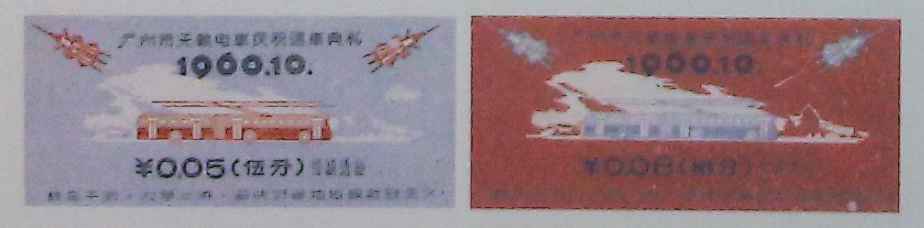
1960年10月发行的通车纪念电车票

中华人民共和国成立后，1951年8月24日，广州市人民政府进行无轨电车建设筹备工作。并在1956年11月成立无轨电车筹备委员会，由广州市交通运输管理局负责实施。在1958年到1959年，筹委会派技术人员和工人去北京电车公司学习。广州市无轨电车筹建处在1959年2月成立，确定并自行设计从农林下路至解放北路越秀公园全长约5.3公里的1路电车营运路线。1960年6月15日，1路电车首期触线网基建工程动工，在中山五路96號门前竖立第一条电车电杆。触线网工程先行架设由大东门沿中山四、五路转解放北路至越秀公园正门的首段触线网，并在同年9月26日竣工。1960年8月，筹建处在中山五路桂香街27、31号附近空地建设临时整流站。同年9月28日试机供无轨电车运行成功。
在经过9年的筹备后，无轨电车于1960年9月27日开始试运行。1960年9月30日，广州第一条无轨电车路线——1路电车正式通车，往返中山四路大东门和解放北路越秀公园。当天上午，在解放北路广州体育馆门前，举行了广州无轨电车通车剪彩仪式，首批10部无轨电车投入营运。1960年11月13日，由大东门延伸至农林下路站场的触线网工程启用。1路电车向东延伸，延伸后往返农林下路和解放北路越秀公园。

### 2-7路电车开办
1960年12月至1961年9月架设从中山路与解放路交汇处起至西堤二马路文化公园的触线网。1961年，广州电车不仅第一次实现供电系统无极接地同发，并且在同年9月29日开办往返农林下路和西堤二马路文化公园的2路电车。广州市电车公司在1962年4月1日成立。1963年9月5日开办往返西堤二马路文化公园和解放北路越秀公园的3路电车。1964年8月把中山路与解放路交汇处的触线网上的直行单弯改为直行双弯，并开始架设从中山路与人民路交汇处起至南岸路电车保养场的触线网，该路段线网于1965年6月建成。后利用该段线网于1966年4月29日开办往返中山四路大东门和中山八路珠江大桥东桥脚的4路电车。
到1970年1月29日，广州电车已经多次实现了无轨电车系统从电阻调速到可控矽调速的过渡。四年后，电车公司和广州客车厂一同进行电车改装，生产了GZK643型电车。1978年10月16日，4路电车从中山五路折向南行，经广州起义路、大南路、文明路、越秀南路、白云路、沿江东路至大沙头电车总站，往返沿江东路大沙头和中山八路珠江大桥东桥脚。
1982年到1985年，广州的无轨电车又发展到一个新阶段。1982年1月22日开通了5路电车（白云路⇄中山七路高基，因为和4路电车重叠过多，同时受到人民路高架施工影响，最终在1987年4月6日停运）。随后又于1984年8月14日及1985年12月28日开通了7路电车（农林下路⇄中山七路高基）和6路电车（大东门⇄南方大厦）。1984年7月3日，1路电车调整为从中山三路折向南行，经东川路、白云路至沿江东路，往返解放北路越秀公园和沿江东路大沙头。1986年4月7日，西堤二马路文化公园总站南迁至新基路，南迁后2路电车及6路电车皆往返农林下路和新基路，3路电车则往返新基路和解放北路越秀公园。同年12月28日，广州电车按照中华人民共和国国家标准更改电车路线编号，1至7路电车分别改称101至107路电车。1987年，广州电车首次在人民路高架桥底使用预制构件架设无杆线网，同年10月1日，中山八路总站投入使用，104路的西端进驻该站场。1989年12月20日，101辅线和103辅线停办，101路和103路的北端延伸至机场路总站。

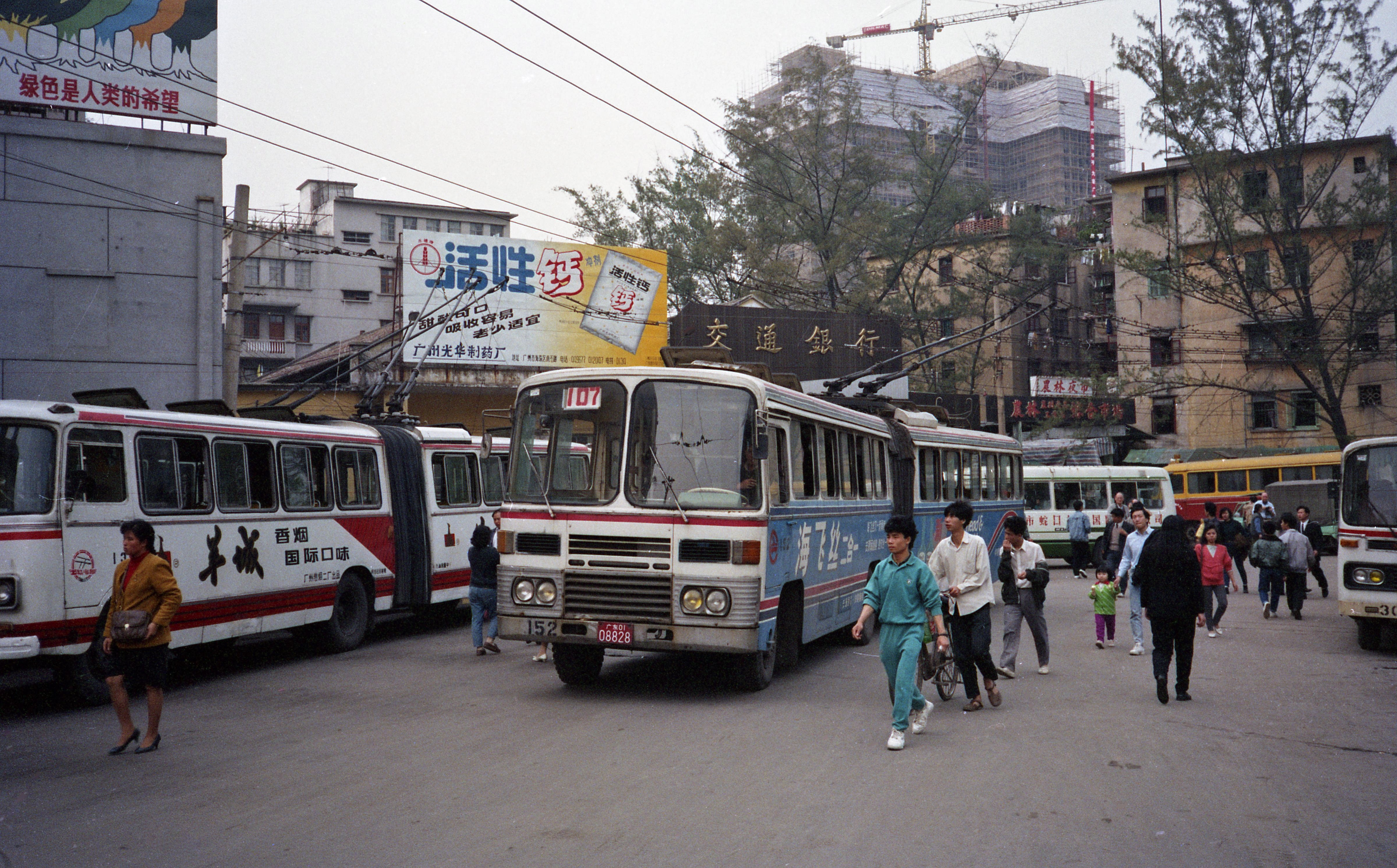
1991年，广州客车厂制造的GZ660型无轨电车

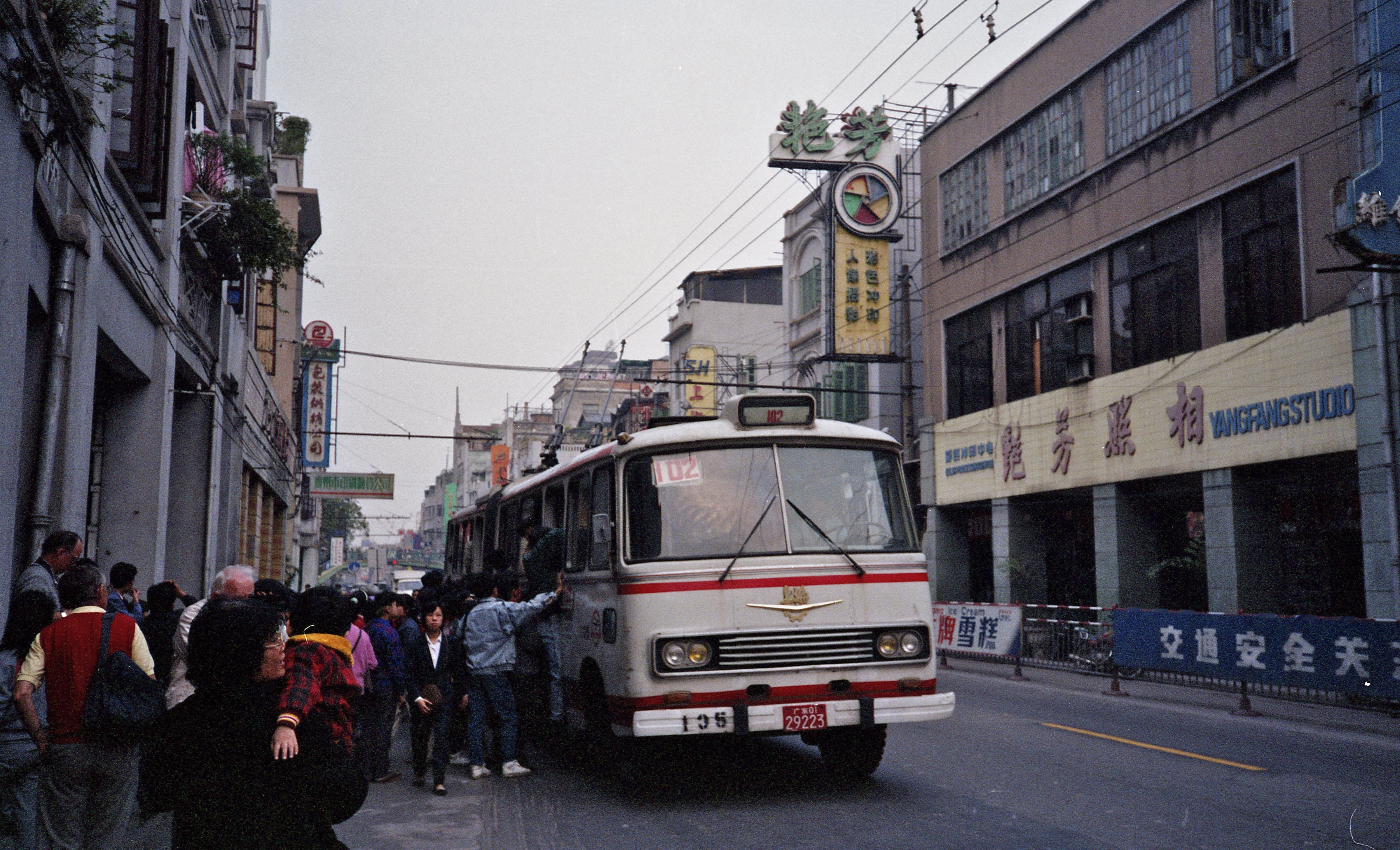
1991年的中山五路騎樓（西往東），圖中可見上海客车厂制造的102路電車

1994年，首条空调电车线路（第一代128路）开通。1996年，广州电车开始拥有首个兼顾通信和监控功能的变电站。1997年，使用辅助电源的无轨电车（SK5105GP型）开始上路运营。

### 电车存废之争

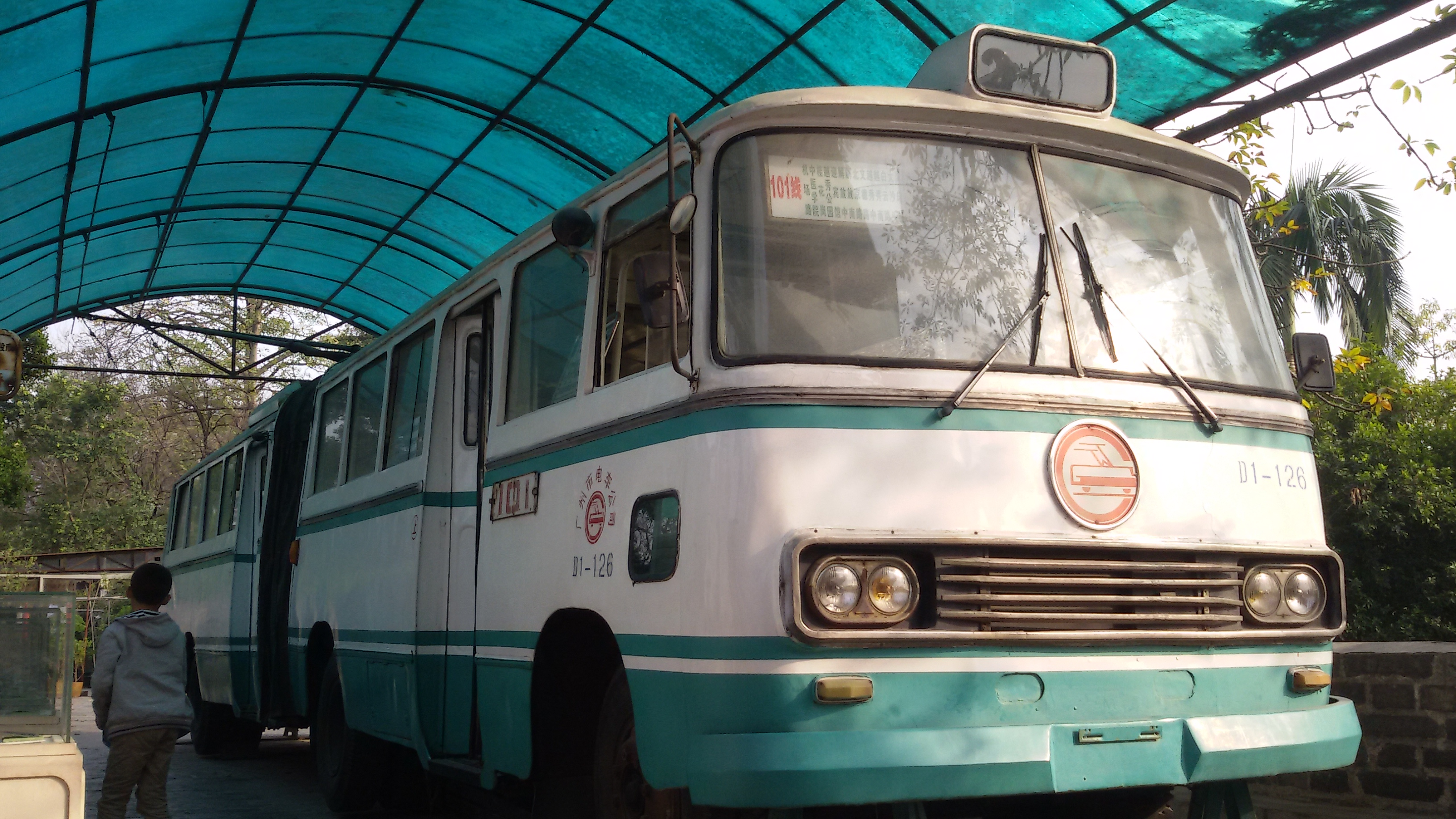
从1984年到1998年使用的广州电车

1993年至1997年，由于地铁广州地铁1号线施工，导致中山二路到中山七路一带交通严重瘫痪，甚至影响到当时的101、102、104和107路电车的运行，电车要绕行东风路，甚至出现了「地铁之后，是否需要电车？」的说法。但广州市政府继续支持无轨电车的发展，1997年底广州地铁1号线中山路路段施工结束之后，101、102、104和107路电车恢复之前的路线。

### 延长电车路线
1985年到1998年，电车线路除了北边的总站迁移到目前的机场路同广园中路的交界西南侧三元里村旁的机场路电车总站，文化公园总站搬迁到新基路，珠江大桥脚总站搬迁到现在的中山八路汽车客运站对面，以及大沙头电车总站搬迁至海印桥底之外，并没有其他变化。
1999年，市政府批准了新一期的广州发展规划，带动了广州电车的发展，1998年11月重开5路电车（105，中山八路⇄机场路），1999年8月3日开通第8条电车路线（108，东山⇄机场路）。2000年12月28日，第9条（109，中山八路⇄永福路）和第10条（110，解放南⇄永福路）电车路线开通。
2001年11月8日，为迎接九运会开幕，广州开通第11条电车路线（111，沙河⇄黃石路口，2023年2月撤销，后述），同时将108路电车的北边总站延伸至黄石路口，改变了之前电车的北端总站在机场路的历史。此后106路的东侧总站调整至锦城花园（东风东），110路的南端延长至文化公园。

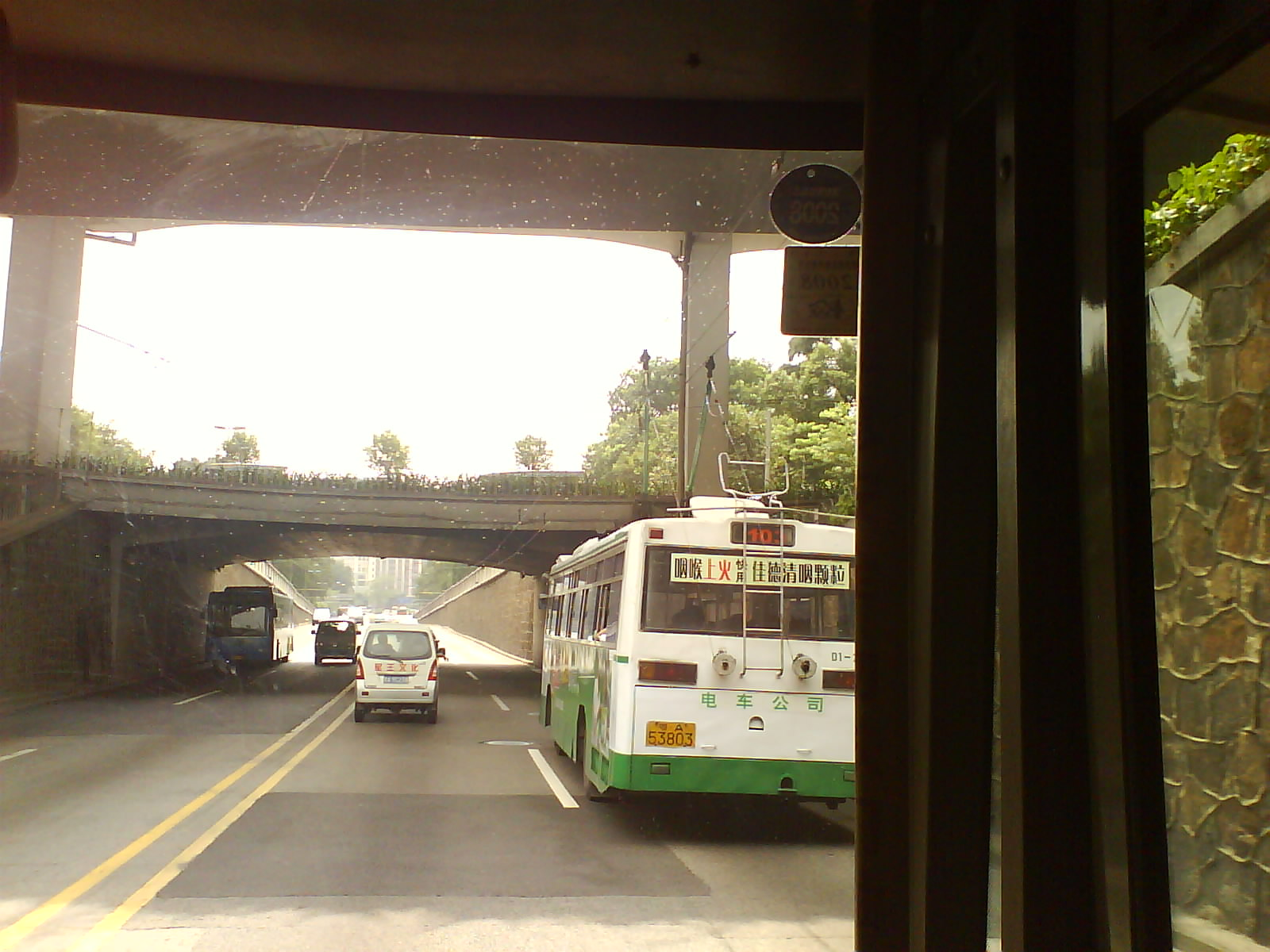
2007年时广州的SK-5102GP电车正由北向南经过大北立交负一层。

2002年，广州电车首次采用路灯杆与电线杆二合一的方式，在中山路、康王路、三元里大道架设线网。2003年1月23日，广州电车首次在人民桥、解放桥和江湾大桥架设线网，此后112、113、114三条线路通车，广州电车第一次横跨珠江，进入海珠区。
2004年底，109、110、111三条路线受广园东路永福路立交施工影响缩短到恒福路总站，至2005年秋回到天平架总站。

### 新车升级
2007年初，广州市首批拥有自主知识产权的电车车型（珠海广通GT5110DGJ3和广州骏威GZ5110型）正式开始营运。同年6月购进几十部无障碍新型无轨典雅之星I型电车（春田花花）。
2008年初，广州电车引入比较多的无障碍新型无轨典雅之星II型电车（变形金刚）。2010年，广州电车引入新型无障碍无轨典雅之星III型电车（电鲨）。
2012年7月13日，广州市乃至全国首条夜班电车路线（夜78路，中山八路⇄广州火车东站，107路附属线路）正式开通。
2013年3月30日，107路电车改变路线，东边总站由东山总站延长至花城广场西总站，广州电车有史以来首次进入天河区珠江新城。同年10月8日深夜，最后一部非空调电车D1-288（SWB5105GP-3）在111路电车总站收车之后正式退役，广州巴士全部踏入空调化时代。
2014年底，广州电车引入福田电车BJ5120A（电鹰），并逐步报废之前广州骏威客车生产的GZ5101（俗称靓仔电车）。而车内设有有闪灯路线图和广州电车历史图。
2025年7月，为迎接全运会的到来，广州公交集团下属巴士集团电车分公司对首辆运营于107路的福田BJ5120A电车进行复古化改造，并对车辆装潢与凳子进行了更新置换，使其具有上世纪90年代的特征。

### 线路调整（2016年至今）
2016年11月27日，107路的东端总站延长至兴民路（天汇广场），108路的北端总站延长至南悦花苑。
2018年8月18日，配合文化公园总站围闭施工，105路的南端总站由文化公园截短到黄沙，106路的西端总站由文化公园延长到茶滘路。
2019年6月1日，107路的东端总站截短至华成路（高德置地广场）。同年12月21日，111路调整为黄石路总站环线，不再途经广视宾馆至天平架沿途各站。
2020年9月30日，因应中山八路公交枢纽及十一号线中山八站的建设，以中山八路为总站的电车路线有所调整。其中104路取消停靠中山八路总站，增设中山八路站（西行）①号分站作为中途站，改为以海印桥总站为终点的循环线；109路取消停靠中山八路总站至陈家祠沿途各站，改由文化公园总站发班运作，增设沿康王路的站点。同年11月28日，103路大幅调整为广钢新城环线，北端缩短至人民北路掉头，南端经海珠区延长至广钢新城总站。
2021年1月16日，因东川路进行地铁施工，112路双向临时取消行经中山二路、东川路及白云路，绕行东华南路、东华北路、中山一路后接回原线，临时增停东华南路站、东山口（东华北路）站、农林东站（西行）。同年5月30日，107路的东端总站恢复为花城广场西总站。
2022年，受新冠肺炎疫情影响，多条电车线路曾先后临时截短或停运，途经封控区内路段站点不停车通过。
2023年2月26日，111路暂停营运，成為廣州踏入21世紀以來首條被取消的無軌電車线路。同年9月30日，109路调整为文化公园（粤海关博物馆）总站环线，不再前往沙河及天平架一带。
2024年2月，广州市交通运输局发布公告，拟重组整合102路与103路。公示方案为保留103路、停运102路，因102路开行数十年间走向未大幅改动，引发市民不舍；最终方案改为停运103路，其芳村段整合至102路，自同年5月4日起实施调整，103路成為廣州踏入21世紀以來第二条被取消的無軌電車线路。
2024年6月30日，宇通ZK5120A1和福田BJ5120A（2014款）两种车型宣告退役。由于近期暂时没有新购置的无轨电车车型弥补运力空缺，108路改用无轨电车和纯电动汽车混跑，110路、112路、114路改用纯电动汽车运营。
2025年1月，108路改用纯电动汽车运营；同年3月2日，102路改用无轨电车和纯电动汽车混跑，112路停运。

## 车队
自廣州開始營運無軌電車至今，已出現過多款電車。
- SK644 電阻式單卡電車模型
- GZ662 絞接通道無軌電車模型
- SK-5102GP 無軌電車模型
- GZ5101 無軌電車（金屬漆版）模型
- GZ5101 無軌電車模型
- GTQ5110DGJ3 無軌電車模型
- ZK6120EGQAA 無軌電車模型

### 现役车队

#### 营运车队
| 型号                 | 自编号                      | 总数 | 上路日期   | 载客量      | 电动机                          | 空调             | 低入口巴士 | 轮椅踏板/停放区 | 电动逃生窗 |
| -------------------- | --------------------------- | ---- | ---------- | ----------- | ------------------------------- | ---------------- | ---------- | --------------- | ---------- |
| 宇通 ZK5125D（E12）  | A440~A475 → D-62124~D-62159 | 21   | 2019年5月  | 座 23 站 82 | 宇通 TZ400XSYTB31 120 kW (额定) | 科林诺 EZDS-06-J | 是         | 是              | 是         |
| 福田 BJ5120A（20款） | A476~A556 → D-62160~D-62240 | 81   | 2020年12月 | 座 33 站 76 | 福田 FTTB135A 135 kW (额定)     | 松芝 LMD-VI-BCDD | 是         | 是              | 否         |

#### 教练车队
| 型号           | 自编号                      | 总数 | 上路日期  | 电动机                            | 空调     |
| -------------- | --------------------------- | ---- | --------- | --------------------------------- | -------- |
| 福田 BJ5160XLH | 司142~司144 → D-S209~D-S211 | 3    | 2017年5月 | 中车时代 YS450HF185 100 kW (额定) | 暂时不明 |

### 退役车队
| 昵称          | 官方名称   | 型号                          | 自编号                          | 总数 | 上路日期   | 载客量      | 电动机                            | 空调                             |
| ------------- | ---------- | ----------------------------- | ------------------------------- | ---- | ---------- | ----------- | --------------------------------- | -------------------------------- |
| 靓仔          | 无         | 骏威 GZ5101                   | D1-300、A001~A051               | 51   | 2003年1月  | 暂时不明    | 上海电机厂 ZQ-60，60kW (额定)     | 电装 LD7 / 松芝                  |
| 靓仔          | 无         | 骏威 GZ5101                   | A051~A082                       | 32   | 2004年8月  | 暂时不明    | 上海电机厂 ZQ-60，60kW (额定)     | 松芝                             |
| 春田花花      | 典雅之星 Ⅰ | 广通 GTQ5110DGJ3              | A083~A103                       | 21   | 2007年6月  | 座 36 站 70 | 南车时代 JD149，80 kW (额定)      | 湘华强                           |
| 变形金刚      | 典雅之星 Ⅱ | 骏威 GZ5110 交流款            | A134~A143                       | 10   | 2007年10月 | 暂时不明    | 南车时代 JD149，80 kW (额定)      | 松芝 CPP-VI-D                    |
| 变形金刚      | 典雅之星 Ⅱ | 骏威 GZ5110 直流款            | A144~A163                       | 20   | 2007年10月 | 暂时不明    | 上海电机厂 ZQ-60，60 kW (额定)    | CITI RT 特制版                   |
| 电鲨          | 典雅之星 Ⅲ | 宇通 ZK6120EGQAA 锂电池辅源款 | A168、A187、A195~A198           | 5    | 2010年7月  | 座 33 站 92 | 南车时代 JD149，80 kW (额定)      | 湘华强                           |
| 电鲨          | 典雅之星 Ⅲ | 宇通 ZK6120EGQAA 钠电池辅源款 | A164~A167、A169~A186、A188~A194 | 30   | 2010年7月  | 座 33 站 92 | 南车时代 JD149，80 kW (额定)      | 湘华强                           |
| 电鲨          | 典雅之星 Ⅲ | 宇通 ZK6120BEVG1              | A199~A233 → E199~E233           | 35   | 2011年10月 | 座 33 站 92 | 南车时代 JD149，80 kW (额定)      | 湘华强                           |
| 电鲨          | 典雅之星 Ⅲ | 宇通 ZK6120BEVG2              | E234~E248                       | 15   | 2012年11月 | 座 33 站 92 | 南车时代 JD149，80 kW (额定)      | 湘华强                           |
| 电鲨          | 典雅之星 Ⅲ | 宇通 ZK5120A                  | A249~A273                       | 25   | 2012年11月 | 座 33 站 92 | 南车时代 JD149，80 kW (额定)      | 湘华强                           |
| 电鲨          | 典雅之星 Ⅲ | 宇通 ZK5120A1 锂电池辅源款    | A274~A293                       | 20   | 2013年11月 | 座 33 站 92 | 南车时代 JD185，100 kW (额定)     | 湘华强（A291-A345） 松芝（其余） |
| 电鲨          | 典雅之星 Ⅲ | 宇通 ZK5120A1 铅酸电池辅源款  | A294~A354                       | 61   | 2013年11月 | 座 33 站 92 | 南车时代 JD185，100 kW (额定)     | 湘华强（A291-A345） 松芝（其余） |
| 猫头鹰 水电鹰 | 无         | 福田 BJ5120A（14款）          | A355~A400                       | 46   | 2014年11月 | 座 34 站 78 | 南车时代 JD185，100 kW (额定)     | 湘华强 BPKD8                     |
|               |            | 宇通 ZK5125A                  | A401 → D-62085                  | 1    | 2016年8月  | 座 29 站 99 | 宇通 YTM280-CV4-H 100 kW (额定)   | 科林诺 EZDS-06-J                 |
|               |            | 福田 BJ5120A（17款）          | A402~A439 → D-62086~D-62123     | 38   | 2017年5月  | 座 33 站 76 | 中车时代 YS450HF185 100 kW (额定) | 冷王 E-1200                      |

SK644、SK663型電阻式電車于1960年9月30日上线，至1979年底退役，其中SK644为單卡電車，SK663型为铰接電車。两款电车使用解放牌CA-10B汽車底盤用的60kW電動機作為動力，采用電阻調速方式控制，控制級數为11級。
GZ660、GZ661、GZ662型絞接通道電車于1974年上线，至1989年退役。该款电车使用解放牌載重汽車的底盤，前後配有大弧度的擋風玻璃。当时，中國內地的工業技術比較落後，没有條件制造新車，导致客流量經常超過營運能力。后来，制造客车的團隊通过技術改革，成功将卡車的車廂改成絞接型通道車來提升營運能力。因此，这几款车型也被称为「細改大」。
SK561G型电车是上海客车厂於1970年代设计制造的无轨电车。
SK-5102GP型電車于1990年代上线，至2009年退役。该款电车使用当时國際比較興用的方形設計，車型较为美观、貼體，也是中國內地第一批有輔助電源的商業化無軌電車。
駿威GZ5101型空調電車共有两批量产车，雖然車身都使用了金屬漆，但其他配置稍有不同，第二批在第一批的基础上添加了高性能的空調技術，配置也有所优化。该车型于2015年退役。
GTQ5110DGJ3型電車于2007年上线。该款電車是中國大陆首款無障礙觀光無軌電車，其引入了交流變頻技術，在優化空調和變頻系統的同時，提高了整車的技術性能。
宇通增程式ZK6120EGQAA型電車及其衍生型ZK5120A型、ZK5120A1型电车于2010年起陆续上线运营，通過应用鋰電池系統等新能源技術，將純電動車同無機電車的優勢融合在一起。因采用如鲨鱼般的仿生造型，这些电车被公交迷稱作「電鯊」。2014年11月，福田BJ5120A（2014款）上线运行，系电车公司最后购置采用铅酸电池作为辅源的车型，因车灯造型神似猫头鹰，故被称作“电鹰”。2024年6月30日，“电鲨”与“电鹰”两款电车双双退役，受车辆短缺影响，三条线路改用纯电动汽车运营，广州无轨电车的版图进一步缩小。

## 路线
现时广州无轨电车路线票价与市内大部分巴士路线一致，全线空调车，即日班路线2元，不设分段收费，夜78路电车票价为3元。

### 现存路线
截止2024年7月，广州无轨电车现有日班路线6条、夜班路线1条，分别如下：

| 编号 | 编号 | 线路及运营时间          | 线路及运营时间 | 线路及运营时间             | 收费 | 备注                                        |
| ---- | ---- | ----------------------- | -------------- | -------------------------- | ---- | ------------------------------------------- |
|      | 101  | 海印桥 6:00–22:30       | ⇆              | 机场路 6:00–22:30          | 2元  | 使用无轨电车运营                            |
|      | 104  | 海印桥 5:45–22:30       | ⇆              | 中山八路 5:45–22:30        | 2元  | 使用无轨电车运营                            |
|      | 105  | 黄沙 6:00–22:30         | ⇆              | 棠安路 6:00–22:30          | 2元  | 使用无轨电车运营                            |
|      | 107  | 花城广场西 6:00–22:20   | ⇆              | 中山八路 6:00–22:20        | 2元  | 使用无轨电车或纯电动汽车运营                |
|      | 109  | 中山八路 6:00–22:00     | ↺              | 横枝岗路口（广医肿瘤医院） | 2元  | 使用无轨电车运营                            |
|      | 113  | 南田路 6:00–22:30       | ⇆              | 棠安路 6:00–22:30          | 2元  | 使用无轨电车运营                            |
|      | 夜78 | 广州火车东站 22:30–1:30 | ⇆              | 中山八路 22:30–1:00        | 3元  | 107路附属线路，使用无轨电车或纯电动汽车运营 |

其中过珠江的线路仅有113路，途经解放大桥过江。夜78路为广州首条以无轨电车运行的夜班公交线路。
105路黄沙总站至黄沙大道（广医口腔医院）站、107路花城广场西總站至杨箕村站，以及夜78路广州火车东站總站至杨箕村站之间未架设线网，车辆需要使用辅源及电车增程技術行驶。
114路在无轨电车时期，曾于2004年受增埗桥拆除重建工程影响，西端从罗冲围总站缩短至和平新村达一年之久，目前和平新村站的调头车道上仍可见到当年临时调头供电线网的部分器件。此外西场电器城站也曾在增埗桥工程前加装了部分调头线网器件，但未曾启用过。该路线每逢春节荔湾路迎春花市期间，受荔湾路封闭影响，需改走康王北路，经由临时的线网转入东风西路。2014年，因荔湾路封闭进行广州地铁8号线北延段施工，105路也同样采取了这样的绕行路线。

### 整流站
1990年末，广州共有无轨电车整流站5座，电车输变电设备的用电调度，由电车公司与各有关用电部门协调，以保障电车的正常营运。1960年8月，广州市无轨电车筹建处在中山五路桂香街27、31号附近空地建设临时整流站。同年9月28日试机供无轨电车运行成功。1962年，整流站系统的中心整流站——桂香街整流站（1站）竣工，临时整流站移入其中。电车公司自行设计和安装的广州第一座硅整流站（2站），1971年11月于农林下路电车站场投入使用。1972年4月，位于大德路30号的大德整流站（3站）建成。位于白云路3号的大沙头整流站（4站）和中山八路整流站（5站）分别在1982年1月和1986年1月建成投入使用。

### 馈电网和触线网
1960年6月15日，1路电车首期触线网基建工程动工，在中山五路96號门前竖立第一条电车电杆。触线网工程先行架设由大东门沿中山四、五路转解放北路至越秀公园正门的首段触线网，并在同年9月26日竣工。由大东门延伸至农林下路站场的触线网工程，于同年11月13日启用。从中山路与解放路交汇处起至西堤二马路文化公园的触线网在1960年12月至1961年9月架设。中山路与解放路交汇处的触线网上的直行单弯在1964年8月改为直行双弯，同时开始架设从中山路与人民路交汇处起至南岸路电车保养场的触线网，在1965年6月建成。由广州起义路与中山路交汇处至沿江东路大沙头的触线网自1976年底开始架设，1978年10月投入使用，4路电车调整为从中山八路至大沙头。1978年和1984年1月，分别架设连接人民路和起义路的大德路联络触线网和连接中山路和广九大马路的东川路联络触线。从越秀公园至机场路的触线网在1988年9月开始架设，1989年9月竣工。
1990年末，广州无轨电车共有17对直流馈线电缆，直流馈线敷设方式有直埋敷设、电缆坑设和和小量（200米）架空敷设三种，并以电缆坑敷设为主。

## 总站

### 东山总站
东山总站是广州无轨电车最古老的电车总站，于1960年9月底建成投入使用。该站位于农林下路和中山路的路口，在农林下路南行方向旁侧引出停站，巴士以此为总站者将需要在农林下路北行线上掉头驶入。此站于1999年刍议迁站，2005年的计划拟将其改为绿化广场和医疗机构用地，此后106路和107路陆续撤出本站，但是站区的改造仍然遥遥无期。本站现时已没有无轨电车线路停靠。

### 文化公园总站
文化公园总站曾是广州无轨电车系统自1960年开通运营时即设立的最早一批电车总站之一，位于新基路全路，是一个将新基路围闭，只允许巴士进入的大型4车道站场，其上落客点在沿江路尽头。车辆需要自人民南路方向驶入并经过此站停靠调度后经沿江路离开，单方向发车。在102路大幅延伸、105路及106路延伸至芳村片区、109路总站恢复至中山八路总站、110路改用纯电动汽车运营之后，本站现时已没有无轨电车线路停靠。

### 天平架总站
天平架总站于1988年投入使用，并于2004年升级为枢纽站，位于兴华路和沙太南路的路口。天平架双层的设计，下客区和上车区分别位于一层和负一层，有完善的充电桩和司机休息区，成为独特的公交枢纽站。在111路撤线、109路截短为中山八路总站环线、110路和112路改用纯电动汽车运营之后，本站现时已没有无轨电车线路停靠。